# Zabavy molodych
Zabavy molodych (Забавы молодых) è un film del 1987 diretto da Evgenij Gerasimov.

## Trama
Il film racconta di studenti universitari che hanno saltato le lezioni, a seguito della quale sono stati lasciati senza credito in educazione fisica, e hanno inventato uno scherzo pratico per evitare problemi.